# Pusulanjärvi (sjö i Nurmes, Norra Karelen)
Pusulanjärvi är en sjö i kommunen Nurmes i landskapet Norra Karelen i Finland. Sjön ligger 181,5 meter över havet. Den är 16,02 meter djup. Arean är 56 hektar och strandlinjen är 5,53 kilometer lång. Sjön  ingår i Vuoksens huvudavrinningsområde.   Den ligger omkring 120 kilometer norr om Joensuu och omkring 450 kilometer nordöst om Helsingfors. 